# Toshiba

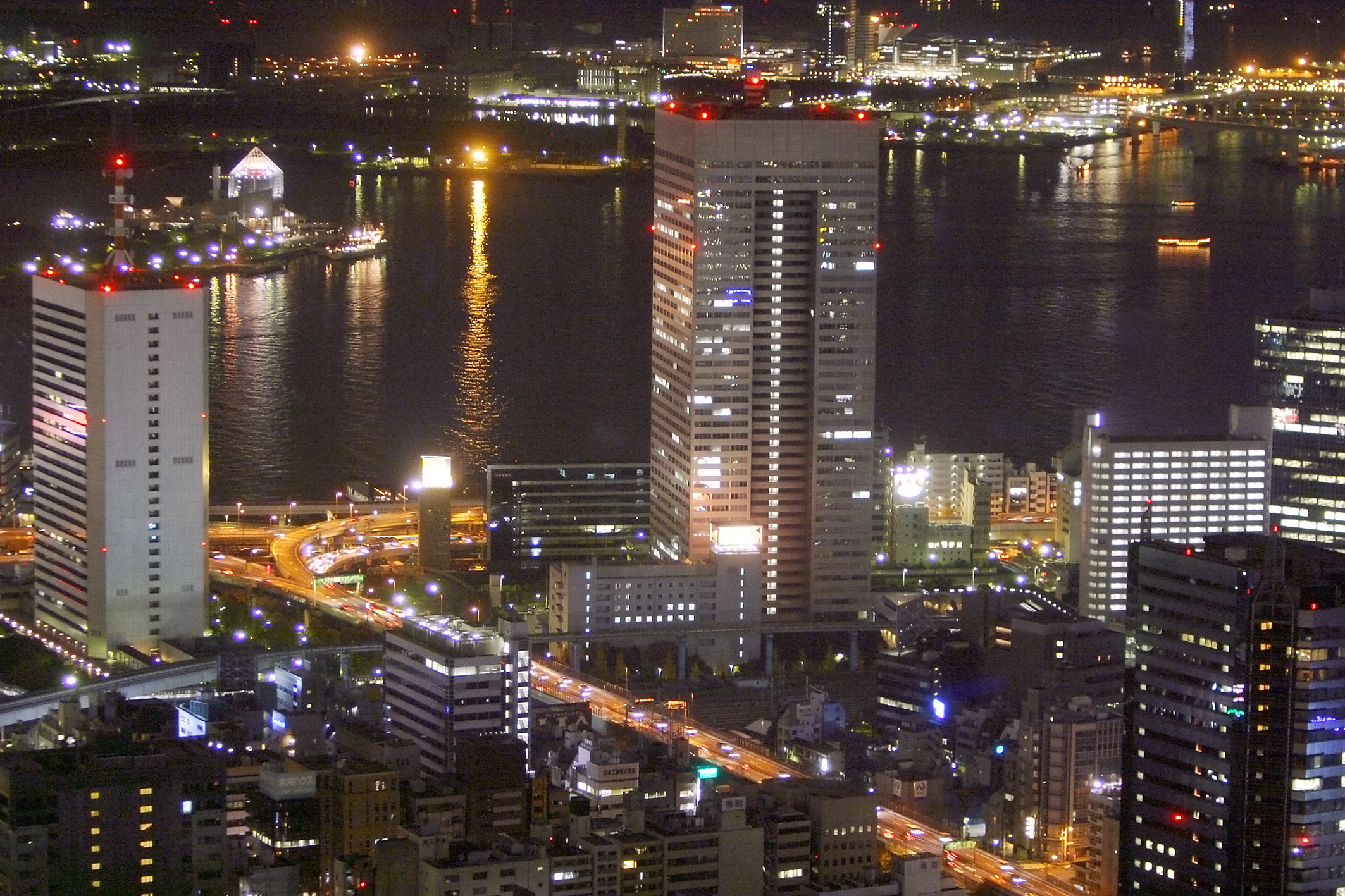
Toshiba Corporation v noci

Toshiba Corporation (japonsky 株式会社 東芝, Kabušiki gaiša Tóšiba) je japonská nadnárodní výrobní společnost se sídlem v Tokiu. Hlavní činností společnosti je v oblasti infrastruktury, spotřebního zboží, elektronických zařízení a součástek. Toshiba je pátým největším světovým výrobcem osobních počítačů po Hewlett-Packard a Dellu z USA, Aceru z Tchaj-wanu a Lenovu z Číny. Toshiba vznikla sloučením dvou společností v roce 1939.

## Notebooky
Toshiba vyrábí notebooky v několika řadách:
- Satellite – pro domácnost
- Satellite Pro – profesionální řada
- Qosmio – inteligentní zábava
- Portégé – vysoce přenosná zařízení
- Tecra – podnikové produkty
- NB – netbook

## Další výrobky
- Tablety
- Pevné disky
- Tiskárny
- Faxy
- Televize
- IP Výrobky (kamery, telefony, telefonní systémy)
- Kamery
- DVD, Blu-Ray přehrávače
- Klimatizace
- Jaderné reaktory